# Idioma wampís
El idioma wampís o idioma huambisa (en wampís: wampis chicham) es la lengua originaria del pueblo wampís. Es una lengua muy importante asentada en el extremo norte del Perú, entre las provincias de Condorcanqui en Amazonas y del Datem del Marañón en Loreto. 
Pertenece a la familia jíbara.
Es hablado por cerca de 9 300 personas hacia el año 2000.  En 2010 fue declarado oficial en el departamento de Amazonas junto al aguaruna y el quechua chachapoyano.
Respecto de otras lenguas de la familia, el wampís está estrechamente relacionado con el achuar-shiwiar y existe relativa inteligibilidad con el aguaruna.[cita requerida]